# Oxyagrion evanescens
Oxyagrion evanescens là một loài chuồn chuồn kim trong họ Coenagrionidae.
Oxyagrion evanescens được Calvert miêu tả khoa học năm 1909.